# Ciak d'oro 1986
La cerimonia di premiazione della 1ª edizione dei Ciak d'oro si è svolta il 9 settembre 1986 presso il Lido di Venezia a Venezia. La pellicola cinematografica che ottiene il maggior numero di premi è Ginger e Fred di Federico Fellini con cinque riconoscimenti.

## Vincitori e candidati
I vincitori sono indicati in grassetto, a seguire gli altri candidati.

### Miglior film
- Speriamo che sia femmina regia di Mario Monicelli

### Miglior regista
- Nanni Moretti - La messa è finita

### Migliore attore protagonista
- Francesco Nuti - Tutta colpa del paradiso

### Migliore attrice protagonista
- Giuliana De Sio - Speriamo che sia femmina

### Migliore attore non protagonista
- Franco Fabrizi - Ginger e Fred
  - Alberto Sordi - Troppo forte
  - Eugenio Masciari - La messa è finita
  - Gigi Reder - Fracchia contro Dracula
  - Marco Messeri - La messa è finita
  - Nino Manfredi - Il tenente dei carabinieri
  - Paolo Hendel - Speriamo che sia femmina

### Migliore attrice non protagonista
- Athina Cenci - Speriamo che sia femmina
  - Daria Nicolodi - Maccheroni
  - Enrica Maria Modugno - La messa è finita
  - Isa Danieli - Maccheroni
  - Laura Betti - Tutta colpa del paradiso
  - Lucrezia Lante della Rovere - Speriamo che sia femmina
  - Valeria Golino - Figlio mio, infinitamente caro...

### Migliore sceneggiatura
- Nanni Moretti, Sandro Petraglia - La messa è finita
  - Massimo Franciosa, Marco Risi - Colpo di fulmine
  - Pupi Avati, Antonio Avati - Festa di laurea
  - Federico Fellini, Tonino Guerra, Tullio Pinelli - Ginger e Fred
  - Ettore Scola, Ruggero Maccari, Furio Scarpelli - Maccheroni
  - Peter Del Monte, Giovanni Pascutto- Piccoli fuochi
  - Mario Monicelli, Suso Cecchi D'Amico, Tullio Pinelli, Leonardo Benvenuti, Piero De Bernardi - Speriamo che sia femmina

### Migliore fotografia
- Dante Spinotti - Interno berlinese
  - Pasquale Rachini - Festa di laurea
  - Tonino Delli Colli, Ennio Guarnieri - Ginger e Fred
  - Silvano Ippoliti - Miranda
  - Camillo Bazzoni - Speriamo che sia femmina
  - Danilo Desideri - Troppo forte
  - Giuseppe Ruzzolini - Tutta colpa del paradiso

### Migliore scenografia
- Dante Ferretti - Ginger e Fred
  - Giancarlo Basili, Leonardo Scarpa - Festa di laurea
  - Luciano Ricceri - Interno berlinese
  - Paolo Biagetti - Miranda
  - Stefano Paltrinieri - Sotto il vestito niente
  - Enrico Fiorentini - Speriamo che sia femmina

### Migliore montaggio
- Nino Baragli, Ugo De Rossi e Ruggero Mastroianni - Ginger e Fred
  - Amedeo Salfa - Festa di laurea
  - Mirco Garrone - La messa è finita
  - Tinto Brass - Miranda
  - Anna Rosa Napoli - Piccoli fuochi
  - Ruggero Mastroianni - Speriamo che sia femmina
  - Nino Baragli - Troppo forte

### Migliore costumi
- Danilo Donati - Ginger e Fred
  - Alberto Spiazzi - Festa di laurea
  - Aldo Buti - La venexiana
  - Jost Jakob, Stefania D'Amario - Miranda
  - Mario Carlini - Sotto il vestito niente
  - Walter Patriarca - Tex e il signore degli abissi
  - Raffaella Leone - Troppo forte

### Migliore colonna sonora
- Nicola Piovani - Ginger e Fred
  - Claudio Simonetti - Dèmoni
  - Riz Ortolani - Festa di laurea
  - Pino Donaggio - Sotto il vestito niente
  - Nicola Piovani - Speriamo che sia femmina
  - Antonello Venditti - Troppo forte
  - Giovanni Nuti - Tutta colpa del paradiso

### Migliore canzone originale
I Love You Romeo di Giovanni Nuti - Tutta colpa del paradiso

### Ciak d'oro per il migliore manifesto
- Sotto il vestito niente

### Migliore film straniero
- La mia Africa di Sydney Pollack (USA)